# Joanna Skórko-Glonek
Joanna Skórko-Glonek – polska biolog, prof. dr hab. nauk biologicznych Katedry Biochemii Ogólnej i Medycznej Wydziału Biologii Uniwersytetu Gdańskiego.

## Życiorys
W 1991 ukończyła studia biologiczne na Uniwersytecie Gdańskim, 5 lipca 1996 obroniła pracę doktorską Charakterystyka białka HtrA i jego rola w odpowiedzi na szok termiczny u bakterii Escherichia coli, 22 czerwca 2009 habilitowała się na podstawie pracy zatytułowanej Rola białka HtrA z bakterii Escherichia coli w ochronie komórki przed skutkami warunków stresowych.
Piastuje funkcję profesora zwyczajnego w Katedrze Biochemii Ogólnej i Medycznej na Wydziale Biologii Uniwersytetu Gdańskiego.